# Sbrinatore

Simbolo dello sbrinatore che si può trovare nel quadro strumenti di un veicolo a motore

Lo sbrinatore è un sistema che serve per eliminare l'acqua condensata ed il ghiaccio depositati sul parabrezza, sul lunotto oppure sui finestrini laterali di un veicolo a motore.

## Descrizione e funzionamento
Lo sbrinamento dei vetri è ottenuto primariamente tramite la diffusione di aria riscaldata sfruttando una frazione di calore estratta dall'impianto di raffreddamento del veicolo; l'aria di provenienza esterna, dopo essere stata riscaldata, viene soffiata contro i vetri da un ventilatore centrifugo. Molto spesso quest'aria viene preventivamente deumidificata grazie al climatizzatore del veicolo, e in particolare tramite l'attivazione del compressore del circuito di refrigerazione, con conseguente raffreddamento dell'evaporatore che determina la condensazione sullo stesso dell'umidità dell'aria, congiuntamente all'apertura del rubinetto o sportelletto di miscelazione del radiatore di riscaldamento, che determina il successivo riscaldamento dell'aria così deumidificata. La deumidificazione preventiva dell'aria seguita dal riscaldamento (reheating) rende il processo di sbrinamento dei vetri più veloce, dato che l'aria calda e secca possiede una maggiore capacità di assorbire il vapore acqueo. 
Secondariamente, lo sbrinamento dei vetri di un veicolo (in particolar modo del lunotto posteriore o degli specchi retrovisori) può essere ottenuto da un dispositivo elettrico formato da una serie di resistenze che sono collocate sul vetro da sbrinare oppure nel suo interno. Quando è applicata tensione elettrica, queste resistenze si scaldano per effetto Joule, sciogliendo di conseguenza il ghiaccio e facendo evaporare la condensa. Queste resistenze sono fabbricate generalmente in materiale ceramico a base di argento. Le resistenze impiantate sul vetro sono però soggette a danneggiamento dovuto a fenomeni d'abrasione. 
Alcuni sbrinatori elettrici sono dotati di un temporizzatore che permette l'uso del dispositivo elettrico per 10-15 minuti, cioè il tempo necessario allo sbrinamento; passato questo lasso di tempo, il temporizzatore spegne il dispositivo. Infatti, la deposizione di condensa o ghiaccio sui vetri non avviene più dopo che l'abitacolo del veicolo si è riscaldato. 
Sui veicoli è spesso presente una spia luminosa posizionata sul cruscotto oppure sull'interruttore del dispositivo, che avvisa il guidatore quando il sistema è attivo.